# Santa Maria de Vilabella
Santa Maria de Vilabella és una església del municipi de Vilabella (Alt Camp) inclosa en l'Inventari del Patrimoni Arquitectònic de Catalunya.
D'elements de la construcció primitiva de l'església, només en resten alguns elements aïllats, donat que l'estructura general ha desaparegut. Encara es poden veure a l'interior alguns capitells amb l'escut dels Montcada, els arcs i les claus de volta de la nau, i alguns arcs ogivals. A l'exterior, s'observen els contraforts i l'absis. L'estat de conservació de tots aquests elements és molt deficient. La torre originalment als peus de l'església de Santa Maria, avui apareix envoltada per les restes del temple i per altres edificacions posteriors. La part visible exteriorment és de planta quadrada amb quatre obertures d'arc apuntat a la part superior. El material emprat és la pedra.
Sembla probable que l'església de Santa Maria es construís en el segle xiii aprofitant alguns elements d'una altra construcció anterior. Va sofrir modificacions, principalment en el segle xviii. L'església va deixar de ser parròquia en edificar-se la nova de Sant Pere a mitjan segle xix, i es va utilitzar com a escola. Posteriorment l'església va ser subhastada i comprada entre quatre propietaris, que van dividir l'espai intern en quatre dependències (magatzems i corrals d'aviram). A partir d'aquest moment, l'edifici es va anar malmetent de manera progressiva. L'any 1926, va col·locar-se damunt de la torre un dipòsit d'aigua.